# Caninha
José Luiz de Morais mais popularmente conhecido como Caninha (6 de julho de 1883 - 16 de junho de 1961), foi um compositor brasileiro.
Nasceu no bairro de Jacarepaguá, mas, em seguida, mudou-se para a Cidade Nova. Perdendo seus pais muito cedo, conseguiu emprego como vendedor de roletes de cana, e, a partir daí, passou a ser chamado de Caninha Doce e, por fim, apenas Caninha. 
Sendo o mais antigo compositor de samba da primeira leva , Caninha foi amigo de Donga, Pixinguinha, João da Baiana e Heitor dos Prazeres, entre outros. Por volta de 1900, começou a frequentar a casa de Tia Ciata, nesta época também estudou cavaquinho com o músico Adolfo Freire. Seu primeiro sucesso foi o maxixe Gripe Espanhola, num momento em que que a famosa gripe tornava-se uma epidemia, obrigando as repartições públicas a fecharem suas portas para evitar contágio.
Outros sucessos vieram aumentando em muito seu prestígio: Ninguém Escapa do Feitiço, Até Parece Coisa Feita, Quem Vem Atrás Feche a Porta, Que Vizinha Danada, Essa Nega Que Me Dá, etc.
Nos anos 20, foi acirrada a disputa entre Sinhô e Caninha pela majestade do samba. Sinhô recebeu as honras de Rei, e Caninha foi aclamado Imperador do Samba. Conquanto Sinhô tenha sido o autor de maior sucesso do período, Caninha foi o único que conseguiu ameaçar o seu reinado de popularidade, inclusive tendo derrotado o Rei do Samba, em 1922, no concurso da festa da Penha, com a marcha-ragtime Me Sinto Mal. A partir daí, tudo que compusesse seria sucesso. Vários foram os seus intérpretes, entre os principais, o Rei da Voz Francisco Alves e os cantores Baiano, Fernando, Mário Reis, Frederico Rocha e Moreira da Silva.
Com o falecimento de Sinhô, de quem, embora rival, Caninha também era amigo, acabou se afastando do meio musical. Em 1933, já por muitos considerado ultrapassado, compôs É Batucada, em parceria com Visconde de Bicuíba. Com este samba, venceu o Primeiro Concurso de Sambas e Marchas instituído pela Prefeitura do Rio de Janeiro, então Distrito Federal, que também lhe agraciou com o Diploma de Sambista, visto que concorrera com outros 63 compositores importantes do período. No inicio dos anos 40, chegou a se casar com Edméia Franco; no entanto, não teve filhos. Funcionário público, José Luiz de Morais aposentou-se em 1945.
Em 1954, participou do Festival da Velha Guarda organizado por Almirante, de que também fizeram parte Pixinguinha, Donga, João da Bahiana, Alfredinho Flautim e outros.
Faleceu aos 78 anos incompletos em sua casa em Olaria, subúrbio do Rio, embora, anos antes, a Prefeitura do Distrito Federal, supondo sua morte, já houvesse colocado seu nome, a título de homenagem, junto aos de outros compositores desaparecidos como Noel Rosa e Sinhô.